# Kəramət Hüseynov
Kəramət Hüseynov (ur. 30 sierpnia 1998) – azerski judoka. Olimpijczyk z Tokio 2020, gdzie zajął dziewiąte miejsce w wadze ekstralekkiej.
Brązowy medalista mistrzostw świata w 2021; piąty w 2018. Startował w Pucharze Świata w 2018 i 2019. Trzeci na mistrzostwach Europy w 2021 roku.

## Letnie Igrzyska Olimpijskie 2020
| Konkurencja | Eliminacje              | Eliminacje                  | Klas. końcowa |
| Konkurencja | Przeciwnik I            | Przeciwnik II               | Miejsce       |
| ----------- | ----------------------- | --------------------------- | ------------- |
| 60 kg       | Ashley McKenzie (GBR) Z | Lukhumi Chkhvimiani (GEO) P | 9.            |